# Падалки
Падалки́ —село в Україні, у Лебединській міській громаді Сумського району Сумської області. Населення становить 18 осіб. До 2020 орган місцевого самоврядування — Підопригорівська сільська рада.

## Історія
- Хутір Падалки на 1862 рік входив до складу Межиріцької волості (Лебединського повіту)[1].

- За даними на 1864 рік в казенному хуторі Падалки Лебединського повіту Харківської губернії, мешкало 33 осіб (12 чоловічої статі та 21 — жіночої), налічувалось 4 дворових господарств[2].

- За даними на 1864 рік в казенному хуторі Лозин Лебединського повіту Харківської губернії, мешкало 53 осіб (20 чоловічої статі та 33 — жіночої), налічувалось 8 дворових господарств[2].

- За даними на 1864 рік в казенному хуторі Гриньков Лебединського повіту Харківської губернії, мешкало 14 осіб (5 чоловічої статі та 9 — жіночої), налічувалось 3 дворових господарств[2].

- Село Падалки утворилося з трьох хуторів: Гриньок, Лоз і Падалок, які об'єдналися за часів радянської влади. За численними переказами старожилів, це поселення заснував козак Іван Падалка, який переселився разом зі своєю великою родиною з сусіднього села Межиріч. Через деякий час до нього приєдналися й інші козаки, зокрема Лоза та Гринько, заснувавши свої хутірці. Таким чином виникли поселення, а разом з ними і назви.
- Село Лози засноване в 1740 році.

- 12 червня 2020 року, відповідно до Розпорядження Кабінету Міністрів України № 723-р «Про визначення адміністративних центрів та затвердження територій територіальних громад Сумської області» увійшло до складу Лебединської міської громади[3].

- 19 липня 2020 року, після ліквідації Лебединського району, село увійшло до Сумського району.[4]

## Географія
Село Падалки знаходиться на лівому березі річки Грунь, вище за течією на відстані 3 км розташоване село Слобода, нижче за течією на відстані 2 км розташоване село Галушки, на протилежному березі — село Грицини. По селу протікає пересихаючий струмок з загатою. Поруч проходить автомобільна дорога Т 1906.